# Neptun
Neptun è una stazione balneare (staţiune turistică in rumeno) sul Mar Nero nel distretto di Costanza. Dal punto di vista amministrativo fa parte della città di Mangalia. Non ha residenti stabili.

## Geografia fisica
Situato tra le stazioni di Olimp a nord e Jupiter a sud, dista 8 km da Mangalia e 35 da Costanza. Tra la stazione balneare e la spiaggia sono presenti due laghi, Neptun I e Neptun II.
La lunghezza della spiaggia è di circa 2 chilometri

## Storia
Fin dalla fondazione, durante il regime comunista, Neptun era la stazione balneare per l'elite del partito in contrapposizione a Mamaia, destinata ad un turismo più di massa e con prezzi più accessibili.
Negli anni novanta i mancati interventi di ristrutturazione hanno causato un allontanamento di parte dei turisti verso altre stazioni del litorale.

## Economia

### Turismo
La stazione è composta quasi esclusivamente di alberghi non ristrutturati dalla caduta del regime. Non sono presenti campeggi mentre è possibile l'affitto di ville, costruite negli anni 70 e utilizzati dalla nomenclatura del Partito Comunista Romeno

## Infrastrutture e trasporti
Neptun è situata nei pressi della strada E87. È raggiungibile da Costanza e Mangalia con la ferrovia (la stazione è denominata Neptun-Olimp ed è a metà strada tra le due località) oppure con microbus in partenza da queste due città.